# Magdalena (Buenos Aires)
Magdalena es la ciudad cabecera del partido homónimo, ubicada al este de la provincia de Buenos Aires, Argentina, a orillas del Río de la Plata.

## Ubicación
La ciudad de Magdalena se halla a 106 km de Buenos Aires y a 49 km de distancia con la ciudad de La Plata.
Se encuentra en la coordenadas: 35°04′00″S 57°32′00″O / -35.06667, -57.53333 y a 6 m s. n. m.
El partido de Magdalena limita al Norte con los existentes partidos de La Plata y Brandsen.

## Geografía

### Población
Cuenta con 26,734 habitantes (Indec, 2022), lo que representa un incremento del 39% frente a los 19,301 habitantes (Indec, 2010) del censo anterior.
| Gráfica de evolución demográfica de Magdalena entre 1869 y 2010 |
|                                                                 |
| Fuentes: INDEC                                                  |

### Suelos
Está constituido por tierras denominadas llanos, carentes de formaciones elevadas notorias. Pertenece al región de la pampa húmeda. Sus tierras son aptas para el cultivo y la cría de ganado, como así también para el asentamiento de humanos.
El suelo es rico en minerales y las napas subterráneas se encuentran a poca distancia de la superficie, lo que facilita la extracción de agua. En sus orígenes y hasta ahora, las aguas son aptas para el consumo humano.

### Clima
Templado y húmedo. Lluvia anual: 1000 mm en el ciclo seco; y 1250 en el ciclo húmedo.

### Sismicidad
La región responde a las subfallas «del Río Paraná», y «del Río de la Plata», y a la falla de «Punta del Este», con sismicidad baja; y su última expresión se produjo el 5 de junio de 1888 (137 años), a las 3.20 UTC-3, con una magnitud aproximadamente de 5,0 en la escala de Richter (terremoto del Río de la Plata de 1888).
La Defensa Civil municipal debe advertir sobre escuchar y obedecer acerca de 
Área de
- Tormentas severas, poco periódicas, con Alerta Meteorológico
- Baja sismicidad, con silencio sísmico de 137 años

## Toponimia
La denominación del pago de la Magdalena se encuentra documentada por primera vez en un acta del Cabildo de Buenos Aires del 21 de marzo de 1611. A partir de la segunda fundación de Buenos Aires por Juan de Garay el 11 de junio de 1580, comienza la colonización de estas tierras, al distribuir parcelas entre quienes secundaron su empresa. Éstas se repartieron tomando como punto de partida el Valle de Santa Ana, que se encontraba en la actual entrada a la Ciudad de Magdalena.

## Historia
En épocas prehistóricas, un brazo del mar cubría las costas del distrito: el mar Querandino, hace de 10.000 a 7.000 años, se internaba en el actual río Paraná, hasta la Ciudad de Santa Fe. Al retirarse el mar, dejó en seco grandes bancos de conchas marinas, conformando los yacimientos de conchillas, que a los costados de los caminos, hoy se observan a simple vista.
Siendo ésta, la característica principal del subsuelo de Magdalena. La mayoría de los moluscos marinos poseen un esqueleto duro por lo que este fósil se preserva por muchos años. Los fósiles de caracoles más comunes son: Zidona, Mactra, Tagelus, Erodona, Diodora, Ostrea, entre otros. De esas épocas llamadas del Holoceno (nuestros últimos 10 milenios) son los fósiles de mega fauna que se hallaron en el subsuelo magdalenense, como el toxodón (con aspecto de un toro con joroba), gliptodonte (similar a una mulita o peludo gigante), estegomastodón (es el antepasado del elefante), cuyos restos fósiles podemos ver en el Museo Histórico de Magdalena.
El Pago de la Magdalena se extendía desde el riachuelo hasta el río Salado, comprendiendo los actuales municipios de Avellaneda, Lanús, Lomas de Zamora, Quilmes, Esteban Echeverría, Ezeiza, Alte Brown, Berazategui, Florencio Varela, Ensenada, Berisso, La Plata, Chascomús, San Vicente, Gral Paz, Brandsen, Punta Indio y Magdalena. Más partes de los actuales Cañuelas, Monte y Castelli.
En Magdalena hay deportistas destacados en futbol, cómo Francisco Apaolaza, futbolista argentino que actualmente juega en Carabobo F.C (Venezuela). Guido Carrillo, jugador de Estudiantes de La Plata, Matías Pellegrini, actual jugador de Vélez Sarsfield. Emiliano Ozuna, Franco Zapiola, entre otros grandes en distintas disciplinas deportivas.

## Radios
- 88.5 FM Radioactiva Magdalena
- 88.7 FM Contemporánea
- 88.9 FM Atalaya
- 91.5 FM (sólo música)
- 92.9 FM La Radio de Magdalena
- 94.1 FM Magdalena
- 95.1 FM Radio M
- 98.5 FM Victoria
- 100.9 FM Frecuencia Magdalena
- 102.9 Radio Educativa Vieytes
- 107.1 Radio Educativa Atalaya
- Radio sol FM 105.7 y en línea

## Lugares de interés
El primer edificio municipal fue construido en 1856 y estaba situado en la esquina de las calles Obligado y Pintos (actualmente Brenan e Yrigoyen). En 1877 se resuelve la construcción del actual Palacio Municipal, realizada por Pedro Cavalli, el edificio cuenta con dos plantas, la planta baja destinada a dependencias administrativas y en la planta alta se encuentra el salón de actos o recepciones, donde se realizaban fiestas y actividades sociales, un balcón terraza con techo sostenido por columnas, al igual que el interior del salón. Actualmente funcionan las dependencias y el recinto del Concejo Deliberante, conservando su mobiliario original, con sillones estilo Luis XVI realizados a fines del siglo XIX.

### Parroquia Santa María Magdalena
La Primitiva Capilla, se inauguró el 20 de noviembre de 1776. La piedra fundamental del nuevo templo data del 3 de junio de 1860. En el libro de sesiones de la municipalidad de fecha 8 de mayo de ese año menciona que el padrino será el señor Sixto Fernández, elegido por unanimidad en dicha reunión, cuyo acto (el de la colocación de la piedra fundamental), debe realizarse el día 25 de mayo. Este renunció por razones de salud. Acto continuo se nombró al señor Juan F. Escribano. Del mismo libro, sesión del 28 de mayo de 1860. Se armaron cinco comisiones, una por cada cuartel de Magdalena, para levantar suscripciones de animales entre los vecinos a fin de juntar dinero para la obra del Templo. Cada vecino contribuiría con un animal.
El ilustre párroco que tuvo fue Manuel Máximiliano Alberti, en 1790 se lo nombró cura y vicario interino del partido de la Magdalena (Buenos Aires, 28 de mayo de 1763 – 31 de enero de 1811), fue un sacerdote de Buenos Aires, en los tiempos en que la actual ciudad argentina formaba parte del Virreinato del Río de la Plata. Formó parte de la Primera Junta que reemplazó a las autoridades españolas tras la Revolución de Mayo.
Por Ley 11.512 de 1994, sancionada por el Honorable Senado y Cámara de Diputados de la Provincia de Buenos Aires, se declara Monumento Histórico Provincial al Templo Parroquial de Magdalena, testimonio arquitectónico del curato de la Magdalena.

### La Ciudad de la Misericordia
La primera «Ciudad de la Divina Misericordia» se encuentra en la Argentina en la localidad de Magdalena, Provincia de Buenos Aires, y fue declarada por el que ahora es San Juan Pablo II (El Papa de la Misericordia y La Familia) fue gracias a los esfuerzos del entonces párroco de la iglesia Santa María Magdalena, Monseñor Ángel Diamante D'Auro; allí se venera la réplica de la imagen original de Jesús Misericordioso que en 1934 pintara Eugeniusz Kazimirowski en Vilnus según las indicaciones de Santa Faustina Kowalska; en un templo de un esplendor maravilloso en el que se respira la espiritualidad y al que se puede llegar fácilmente por la Ruta 11 desde la Ciudad de La Plata, Arquidiócesis a la que pertenece la Parroquia. 
El actual cura párroco de Magdalena es el presbítero Alfredo López Morilla.

### Teatro Español
Inaugurado el 22 de julio de 1899. En realidad es la casa social de la Sociedad Española de Socorros Mutuos. Su primer Presidente fue Pedro Goenaga y en el momento de la construcción del edificio e inauguración la institución fue presidida por Carmelo Egues. La piedra fundamental fue colocada el 1 de enero de 1896, constaba de una caja de hierro que contenía el acta firmada por los padrinos, por la comisión y los socios presentes, más un ejemplar del Correo Español, un periódico local, monedas, medallas, un reglamento y una memoria de la sociedad. Todo esto colocado en otra caja de madera. Esta sociedad se conforma a partir de un grupo de inmigrantes, los que comenzaron a asociarse para “autoformar” la sociedad y reconstruir dos de los más importantes poderes que quedan fuera de la órbita del Estado o del mercado: el poder social que suponen los principios de solidaridad y el mantenimiento de la memoria de los orígenes de la patria que se ha dejado.
Así logran generar, a través de la ayuda mutua entre sus miembros, la reducción de la vulnerabilidad personal, así como paliar la incertidumbre que la inserción en una nueva sociedad ocasiona.

### Plaza San Martín
En el momento de la erección de la Capilla (1776), frente a la misma se fue creando un lugar de esparcimiento. Para el año 1826 el Arq. Saubidet realiza el trazado del primer egido, en él la plaza ocupaba dos manzanas, la actual y la que ocupa el Centro Cultural.
Durante la administración de Lázaro Miranda (1869) se colocó una pirámide en alusión a la Pirámide de Mayo.
A comienzos del siglo XX se coloca una fuente de mármol con peces de colores e hipocampos.
Actualmente está rodeada por los principales edificios de la ciudad. Espacio verde con valiosos elementos decorativos como los copones, la fuente, un retoño del olivo de Jerusalén e importante monumento al Gral. José de San Martín inaugurado el 7 de mayo de 1949.

### Centro Cultural Municipal
Se inaugura el 27 de septiembre de 1997 la primera etapa que incluía el Museo, la oficina de turismo, sala de exposiciones y talleres.
Posteriormente en el año 2004 se traslada al mismo la Dirección de Cultura, Prensa y Deporte de la Municipalidad de Magdalena.

### Reserva de Biósfera Parque Costero del Sur y Reserva Natural Provincial El Destino
En el Partido bonaerense de Magdalena está el Parque Costero Sur de administración estatal nacional, una franja de 23500 hectáreas declarada Reserva Mundial de la Biosfera por la UNESCO, porque conserva relictos de lo que fue el ambiente natural del nordeste bonaerense. Tocando el parque costero en su límite sur, se encuentra La reserva Natural El Destino, una reserva de 1500 hectáreas de administración privada.
A 17 km de Madgalena, por la R.P. 11 se accede a esta Reserva Ecológica.

## Transporte
- Expreso
- Union platense

## Deporte
Son varias las instituciones sociales y de fomento (Sociedad Italiana, Sociedad Española), deportivas (Club Social Deportivo y Fomento Villa Garibaldi, Club Social Deportivo Unión y Fuerza, Club Sport) y sobre todo folclóricas y tradicionalistas (La Totora y Gauchos de Magdalena) en la ciudad de Magdalena. Otra institución es el Club Social y Deportivo Atalaya, si bien queda en la localidad de Atalaya, es dentro del partido de Magdalena.

## Cuartel
| Unidades del Cu Ej Magdalena                                       | Abreviatura |
| ------------------------------------------------------------------ | ----------- |
| Regimiento de Caballería de Tanques 8 «Cazadores General Necochea» | RC Tan 8    |